# TAS2R38
TAS2R38 es un receptor de gusto amargo que facilita la percepción del sabor de la feniltiocarbamida (PTC, por su sigla en inglés) y propiltiouracilo (PROP), aunque no explica a los supertasters. Los portadores del alelo PAV experiencian más amargura en los vegetales y los consumen menos frecuentemente y en menor cantidad.

## Lectura complementaria
- Margolskee RF (2002). «Molecular mechanisms of bitter and sweet taste transduction.». J. Biol. Chem. 277 (1): 1-4. PMID 11696554. doi:10.1074/jbc.R100054200.
- Montmayeur JP, Matsunami H (2002). «Receptors for bitter and sweet taste.». Curr. Opin. Neurobiol. 12 (4): 366-71. PMID 12139982. doi:10.1016/S0959-4388(02)00345-8.
- Kim UK, Drayna D (2005). «Genetics of individual differences in bitter taste perception: lessons from the PTC gene.». Clin. Genet. 67 (4): 275-80. PMID 15733260. doi:10.1111/j.1399-0004.2004.00361.x.
- Anne-Spence M, Falk CT, Neiswanger K, et al. (1984). «Estimating the recombination frequency for the PTC-Kell linkage.». Hum. Genet. 67 (2): 183-6. PMID 6745938. doi:10.1007/BF00272997.
- Bufe B, Hofmann T, Krautwurst D, et al. (2002). «The human TAS2R16 receptor mediates bitter taste in response to beta-glucopyranosides.». Nat. Genet. 32 (3): 397-401. PMID 12379855. doi:10.1038/ng1014.
- Strausberg RL, Feingold EA, Grouse LH, et al. (2003). «Generation and initial analysis of more than 15,000 full-length human and mouse cDNA sequences.». Proc. Natl. Acad. Sci. U.S.A. 99 (26): 16899-903. PMC 139241. PMID 12477932. doi:10.1073/pnas.242603899.
- Zhang Y, Hoon MA, Chandrashekar J, et al. (2003). «Coding of sweet, bitter, and umami tastes: different receptor cells sharing similar signaling pathways.». Cell 112 (3): 293-301. PMID 12581520. doi:10.1016/S0092-8674(03)00071-0.
- Conte C, Ebeling M, Marcuz A, et al. (2003). «Identification and characterization of human taste receptor genes belonging to the TAS2R family.». Cytogenet. Genome Res. 98 (1): 45-53. PMID 12584440. doi:10.1159/000068546.
- Kim UK, Jorgenson E, Coon H, et al. (2003). «Positional cloning of the human quantitative trait locus underlying taste sensitivity to phenylthiocarbamide.». Science 299 (5610): 1221-5. PMID 12595690. doi:10.1126/science.1080190.
- Drayna D, Coon H, Kim UK, et al. (2003). «Genetic analysis of a complex trait in the Utah Genetic Reference Project: a major locus for PTC taste ability on chromosome 7q and a secondary locus on chromosome 16p.». Hum. Genet. 112 (5-6): 567-72. PMID 12624758. doi:10.1007/s00439-003-0911-y.
- Scherer SW, Cheung J, MacDonald JR, et al. (2003). «Human chromosome 7: DNA sequence and biology.». Science 300 (5620): 767-72. PMC 2882961. PMID 12690205. doi:10.1126/science.1083423.
- Wooding S, Kim UK, Bamshad MJ, et al. (2004). «Natural selection and molecular evolution in PTC, a bitter-taste receptor gene.». Am. J. Hum. Genet. 74 (4): 637-46. PMC 1181941. PMID 14997422. doi:10.1086/383092.
- Pronin AN, Tang H, Connor J, Keung W (2005). «Identification of ligands for two human bitter T2R receptors.». Chem. Senses 29 (7): 583-93. PMID 15337684. doi:10.1093/chemse/bjh064.
- Prodi DA, Drayna D, Forabosco P, et al. (2005). «Bitter taste study in a sardinian genetic isolate supports the association of phenylthiocarbamide sensitivity to the TAS2R38 bitter receptor gene.». Chem. Senses 29 (8): 697-702. PMID 15466815. doi:10.1093/chemse/bjh074.
- Gerhard DS, Wagner L, Feingold EA, et al. (2004). «The status, quality, and expansion of the NIH full-length cDNA project: the Mammalian Gene Collection (MGC).». Genome Res. 14 (10B): 2121-7. PMC 528928. PMID 15489334. doi:10.1101/gr.2596504.
- Fischer A, Gilad Y, Man O, Pääbo S (2005). «Evolution of bitter taste receptors in humans and apes.». Mol. Biol. Evol. 22 (3): 432-6. PMID 15496549. doi:10.1093/molbev/msi027.
- Go Y, Satta Y, Takenaka O, Takahata N (2006). «Lineage-specific loss of function of bitter taste receptor genes in humans and nonhuman primates.». Genetics 170 (1): 313-26. PMC 1449719. PMID 15744053. doi:10.1534/genetics.104.037523.